# Klęska głodu w Sudanie
Klęska głodu w Sudanie – katastrofa humanitarna z 1998 roku spowodowana głównie pogwałceniem praw człowieka, jak również przez suszę i nieodpowiednio szybką reakcję społeczności międzynarodowej na zaistniałą sytuację. Najbardziej dotkniętym rejonem był Bahr el Ghazal w zachodniej części obecnego Sudanu Południowego. Ocenia się, że zginęło wtedy około 70 tys. osób.

## Powody
Głód był spowodowany niemal w całości przez nadużycie praw człowieka w związku z drugą sudańską wojną domową. Pomimo zapewnień rządu, o tym że sprawcami głodu były jedynie grupy partyzanckie, organizacja Human Rights Watch obwinia następujące grupy:
- Rząd Sudanu
- bojówki Baggara
- SPLA
- przywódcę plemienia Dinka Kerubino Kuanyin Bol

Rząd sudański oraz Kerubino Kuanyin Bol są oskarżani o zniszczenie lokalnego rolnictwa podczas prób przejęcie kontroli nad miastem Wau. Natomiast SPLA jest obwiniane o niewolnictwo i kradzież środków pomocy humanitarnej.

## Skutki
Skutki destrukcyjnych działań poszczególnych grup miały szeroką skalę. Uważa się, że zmarło około 70 tys. osób, natomiast kolejne 70 tys. uciekło z terenów wiejskich do miasta Wau od maja do sierpnia 1998 roku. Co gorsza wydatki na walkę z głodem nie koncentrowały się na żywności i wspomaganiu rolnictwa, lecz zakupie broni oraz lekarstw. Sytuacja nie była kontrolowana przez lokalne władze między innymi ze względu na braku porozumienia pomiędzy muzułmańską Północą i chrześcijańskim Południem.